# Diocèse de Nole
Le diocèse de Nole (en latin : Diœcesis Nolana ; en italien : Diocesi di Nola) est un diocèse de l'Église catholique en Italie, suffragant de l'archidiocèse de Naples et appartenant à la région ecclésiastique de Campanie.

## Territoire
Le diocèse comprend une partie de la ville métropolitaine de Naples, le reste se trouvant dans les archidiocèses de Naples et de Sorrente-Castellammare di Stabia et les diocèses de Pouzzoles, d'Acerra et d'Ischia. Il est aussi situé dans une partie de la province d'Avellino, l'autre partie étant dans l'archidiocèse de Bénévent et la ville de Scafati dans la province de Salerne. Son territoire s'étend sur 450 km2 avec 115 paroisses regroupées en 8 archidiaconés.
Suffragant de l'archidiocèse de Naples, il a son siège épiscopal à Nole où se trouve la cathédrale de l'Assomption de la Vierge Marie élevée au rang de basilique mineure par Pie XII en 1954.

## Histoire
La tradition fonde l'origine du diocèse de Nola au Ier siècle  avec saint Félix de Nole. Il est présumé que le diocèse est érigé entre la fin du IIe siècle et le début du IIIe siècle les évêques saint Maxime et saint Quint sont les 1ers évêques dont on possède des informations documentées. L'évêque qui marque l'église de Nole est saint Paulin, un des plus grands poètes chrétiens de langue latine, on lui doit aussi la création d'un sanctuaire dédié à saint Félix de Nole.
Beaucoup de successeurs de Paulin sont enterrés près de la tombe du saint, des découvertes archéologiques et épigraphiques ont mis au jour les épitaphes des évêques Paulin II, Félix II, Théodose, Priscus, Musonius, Sénat, Aurelien, Lupenus et Léon III; ces deux derniers évêques contribuent au renouveau et à l'agrandissement au IXe siècle du complexe basilical qui, depuis Paulin, était le siège des évêques. D'autres prélats sont connus par les lettres de papes : Serenus, dont le nom se trouve dans les lettres du pape Gélase Ier ; Jean II mentionné dans ceux du pape Pélage II ; et Gaudence, noté dans l'épistolaire du pape Grégoire le Grand. D'autres évêques de Nole participent aux synodes ou conciles de l'antiquité : Sereno prend part aux synodes romains organisés par le pape Symmaque ; Léon I, tout juste élu, participe au synode tenu en 536 par Mennas, patriarche de Constantinople ; Aurèle est parmi les pères du concile de Rome en 680.
L'appartenance de Nola à une province ecclésiastique est discutée car le diocèse était convoité par les archidiocèses métropolitains de Bénévent, Naples et Salerne. Avec un rescrit, le pape Pascal II assigne le diocèse de Nole à la province ecclésiastique de Salerne ; en 1143, l'évêque Barthélemy prend part au concile provincial ouvert par le métropolite Guillaume de Salerne. Cependant, dans un privilège accordé au métropolite Romuald en 1169, Nole n'est plus mentionné parmi les suffragants de Salerne. Lors du troisième concile du Latran (1179), l'évêque Bernard est noté parmi les suffragants de l'archevêque de Naples dont Nole reste à jamais liée jusqu'à aujourd'hui. 
Dans une bulle pontificale du pape Innocent III de 1215 sont énumérés les possessions sous la juridiction de Pierre II, à travers laquelle nous pouvons définir les limites du diocèse au XIIIe siècle qui montrent la convergence avec les frontières actuelles et celles reproduites sur une oléographie du XVIIe siècle conservée dans le musée diocésain. 
Lors de la domination des comtes d'Orsini (1290-1533), la ville connaît une période de renaissance, se distinguant dans le domaine des arts et de la culture. Cette époque voit l'érection de nombreuses églises et monastères à Nole et dans le diocèse ainsi que de nombreuses institutions religieuses venant s'installer sur le territoire diocésain.
À la fin du XIVe siècle, l'évêque François Scaccano obtient le transfert de la cathédrale vers le centre de la ville et commence la construction de la nouvelle cathédrale sur la tombe de saint Félix. La cathédrale reconstruite en 1582 est ouverte au culte en 1594. Dans le climat brûlant de l'unification de l'Italie, la cathédrale subit un effroyable incendie criminel (1861) qui provoque sa complète destruction, le nouveau bâtiment est consacré et ouvert au culte seulement en 1909.
L'évêque Antoine Scarampo, immédiatement après son retour du concile de Trente, établit le séminaire diocésain qu'il confie à la compagnie de Jésus. En 1754, le séminaire est transféré dans un nouveau bâtiment monumental avec une bibliothèque et un musée qui conserve, entre autres, le Cippus Abellanus, une stèle gravée en langue osque.
Le 8 mai 1926, le sanctuaire de Pompéi, jusqu'alors dépendant des évêques de Nole, devint une Prélature territoriale Nullius dioecesis qui n'est plus soumise à aucun diocèse, mais directement dépendante du Saint-Siège qui nomme un prélat archevêque. En 1935, les limites de la prélature sont définies avec un territoire prit sur le diocèse de Nole et de Castellammare di Stabia. L'évêque Guerin Grimaldi aide à la promotion du centre d'études pauliniennes, il fonde la bibliothèque du séminaire et ordonne la réorganisation des archives du diocèse. Le 11 mars 2000, Mgr Benjamin Depalma inaugure le musée diocésain.

## Sources
- http://www.catholic-hierarchy.org